# BGH Edelstahl Freital
BGH Edelstahl Freital er en tysk stålindustri- og mineindustriselskab med hovedkvarter i Freital, Sachsen. Det er et datterselskab til BGH Holding (Boschgotthardshütte). Sächsische Gußstahlfabrik blev grundlagt i 1855 i Döhlen, Freital.